# Авангард (стадион, Ялта)
«Аванга́рд» — футбольный стадион в Ялте на 4000 мест. Благодаря мягкому климату может принимать матчи в зимнее время.

## История
80-х годах реконструкцией стадиона занимался архитектор В. С. Сергеев. 
Имеет два футбольных поля (зеленое и гаревое). 
Является домашней ареной футбольного клуба «Рубин» Ялта. На стадионе также проводятся различные соревнования по легкой атлетике.
Вместимость трибун у гаревого поля, которое раньше использовалось как база подготовки Олимпийской сборной Украины, 7000 мест. 
В 2017 стадион был передан в муниципальную собственность Ялты. Такое решение принял глава Крыма Сергей Аксенов. Как сообщал отдел информационного обеспечения администрации Ялты со ссылкой на слова главы администрации Андрея Ростенко, передача стадиона позволит приступить к реконструкции спортивного объекта за счёт бюджета.
В 2018 году на стадионе «Авангард» в Ялте было установлено новое электронное табло. Электронное светодиодное табло, размером 4,5 на 1,8 метра, было приобретено Крымским футбольным союзом и передано на ответственное хранение стадиону «Авангард». 
Инспекция КФС в составе сотрудников комитета аттестации футбольных клубов и инфраструктуры, судейско-инспекторского комитета, комитета по проведению соревнований и пресс-службы КФС обследовала ялтинский стадион «Авангард». По итогам проверки было принято решение, что спортсооружение соответствует основным требованиям для проведения матчей чемпионата Премьер-лиги и Кубка КФС.
Стадион «Авангард» был вновь торжественно открыт в августе 2022 года после окончания работ по реконструкции, которые стартовали в декабре 2019 года. Стоимость реконструкции объекта составила более 1,4 миллиарда рублей. Спортивно-оздоровительный комплекс включает: новое здание с залами, трибуну на 4000 зрительских мест, входную группу, беговые дорожки, поле для метания. Здесь будут размещаться отделения футбола, регби, лёгкой атлетики, шахмат, спортивной борьбы, спортивной гимнастики, акробатики и центра тестирования ГТО.